# VTM Telefoneert
VTM Telefoneert is een komisch programma dat gebruikt wordt als tijdvulling tussen twee verschillende programma's op VTM.
De serie werd eind augustus 2013 voor het eerst uitgezonden. Elke aflevering duurt ongeveer 3 minuten.

## Programmaverloop
Twee bekende Vlamingen bellen telkens een winkel of andere zaak, en stellen dan verscheidene vragen of hebben een probleem dat moet opgelost worden.

## Lijst van deelnemende bekende Vlamingen
- An Lemmens
- An Miller
- Bart Cannaerts
- Bart Peeters
- Cathérine Kools
- Chris Van den Durpel
- Chris Van Espen
- Eline De Munck
- Ella Leyers
- Evi Hanssen
- Gene Bervoets
- Gunter Lamoot
- Herman Verbruggen
- Hilde De Baerdemaeker
- Jan Van den Bosch
- Jan Verheyen
- Jeroen Van Dyck
- Johan Terryn
- Jonas Van Geel
- Katja Retsin
- Kevin Janssens

- Kim Hertogs
- Koen Wauters
- Kürt Rogiers
- Luk Wyns
- Maaike Cafmeyer
- Mathias Coppens
- Nathalie Meskens
- Nico Sturm
- Peter Thyssen
- Peter Van de Veire
- Roel Vanderstukken
- Sergio
- Staf Coppens
- Stefaan Degand
- Sven De Ridder
- Sven Ornelis
- Thomas Smith
- Tine Embrechts
- Tom Audenaert
- Tom Waes
- Véronique Leysen